# Lista de episódios de A.N.T. Farm

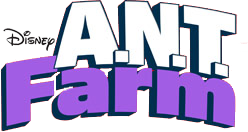
Programa de Talentos

A.N.T. Farm é uma série Disney Channel que segue Chyna Parks (China Anne McClain) e seus dois melhores amigos Olive Doyle (Sierra McCormick) e Fletcher Quimby (Jake Short) na transição para um programa chamado "Talentos Naturais Avançados" (também conhecido como TNA ou ANT em inglês) em uma escola secundária local chamado Webster High. Cada episódio terá a palavra "ANT" em algum lugar do título do episódio em inglês. A Disney renovou A.N.T. Farm para uma segunda temporada em 30 de novembro de 2011. As filmagens da segunda temporada começaram no início de fevereiro de 2012.

## Temporadas
| Temporada | Temporada | Episódios | Exibição original    | Exibição original   | Exibição em Portugal   | Exibição em Portugal |
| Temporada | Temporada | Episódios | Estreia de temporada | Final de temporada  | Estreia de temporada   | Final de temporada   |
| --------- | --------- | --------- | -------------------- | ------------------- | ---------------------- | -------------------- |
|           | 1         | 26        | 6 de maio de 2011    | 13 de abril de 2012 | 12 de agosto de 2011   | 9 de junho de 2012   |
|           | 2         | 21        | 1 de junho de 2012   | 26 de abril de 2013 | 27 de julho de 2012    | 24 de maio de 2013   |
|           | 3         | 17        | 31 de maio de 2013   | 21 de março de 2014 | 20 de setembro de 2013 | 18 de abril de 2014  |

## 1.ª Temporada: 2011-2012
- Stefanie Scott está ausente por três episódios
- Carlon Jeffery está ausente por seis episódios
- O episódio 18 (América Precisa de Talentos) é um especial de uma hora e não foi dividido em duas partes.

| #  | Títulos                                                   | Estreias                                       | Código de Prod. | Audiência original (em milhões) |
| -- | --------------------------------------------------------- | ---------------------------------------------- | --------------- | ------------------------------- |
| 1  | "TransplANTados" "TransplANTed"                           | 6 de maio de 2011 12 de agosto de 2011         | 101             | 4.4                             |
| 2  | "ParticipANTes" "ParticipANTs"                            | 17 de junho de 2011 19 de agosto de 2011       | 102             | 4.3                             |
| 3  | "O FANTasma do Armário" "The PhANTom Locker"              | 24 de junho de 2011 26 de agosto de 2011       | 103             | 4.6                             |
| 4  | "A Feira de CiANTistas" "SciANTs Fair"                    | 1 de julho de 2011 9 de setembro de 2011       | 106             | 2.8                             |
| 5  | "Conselheira EstudANTil" "StudANT Council"                | 8 de julho de 2011 16 de setembro de 2011      | 107             | 3.5                             |
| 6  | "ANTi-Amor" "Bad RomANTs"                                 | 15 de julho de 2011 23 de setembro de 2011     | 105             | 3.9                             |
| 7  | "O InformANTe" "The InformANT"                            | 29 de julho de 2011 7 de outubro de 2011       | 104             | 3.1                             |
| 8  | "ReplicANTe" "ReplicANT"                                  | 12 de agosto de 2011 14 de novembro de 2011    | 108             | 3.7                             |
| 9  | "VidANTe" "ClairvoyANT"                                   | 19 de agosto de 2011 4 de novembro de 2011     | 109             | 3.5                             |
| 10 | "RepresenANTe" "ManagemANT"                               | 24 de agosto de 2011 18 de novembro de 2011    | 110             | 3.6                             |
| 11 | "FilANTropia" "PhilANThropy"                              | 16 de setembro de 2011 9 de dezembro de 2011   | 111             | 3.2                             |
| 12 | "FrANTudulento" "FraudulANT"                              | 23 de setembro de 2011 16 de dezembro de 2011  | 112             | 2.6                             |
| 13 | "A SubsANTituição" "The ReplacemANT"                      | 30 de setembro de 2011 6 de janeiro de 2012    | 113             | 3.4                             |
| 14 | "Programa de MutANTes" "MutANT Farm"                      | 7 de outubro de 2011 21 de outubro de 2011     | 114             | 3.8                             |
| 15 | "A Cozinha Estilo CANTonês" "cANTonese Style Cuisine"     | 28 de outubro de 2011 20 de janeiro de 2012    | 115             | 3.2                             |
| 16 | "IgnorANTe" "IgnorANTs is Bliss"                          | 4 de novembro de 2011 3 de fevereiro de 2012   | 116             | 3.5                             |
| 17 | "Travesuras Na Festa de PijamANTs" "Slumber Party ANTics" | 18 de novembro de 2011 24 de fevereiro de 2012 | 114             | 3.6                             |
| 18 | "América Precisa de Talentos" "America Needs TalANT"      | 25 de novembro de 2011 10 de março de 2012     | 118             | 3.4                             |
| 19 | "Os AjudANTes do Pai Natal" "SANTa's Little Helpers"      | 9 de dezembro de 2011 23 de dezembro de 2011   | 119             | 3.1                             |
| 20 | "ANTes De Tudo Estás Tu" "You're The One That I wANT"     | 20 de janeiro de 2012 24 de março de 2012      | 121             | 2.7                             |
| 21 | "CANTantes" "PerformANTs"                                 | 27 de janeiro de 2012 7 de abril de 2012       | 120             | 2.7                             |
| 22 | "Uma Noite EncANTadora" "Some EnchANTed Evening"          | 24 de fevereiro de 2012 21 de abril de 2012    | 117             | 3.0                             |
| 23 | "O PatANTe Indeciso" "PatANT Pending"                     | 2 de março de 2012 21 de maio de 2012          | 125             | 2.8                             |
| 24 | "A DANTçarina de Balé" "Ballet dANTser"                   | 30 de março de 2012 26 de maio de 2012         | 126             | 2.5                             |
| 25 | "Provas IncriminANTes" "Body of EvidANTs"                 | 13 de abril de 2012 9 de junho de 2012         | 124             | 3.4                             |

## 2.ª Temporada: 2012-2013
| #  | #  | Títulos                                               | Estreias                                      | Código de Prod. | Audiência original (em milhões) |
| -- | -- | ----------------------------------------------------- | --------------------------------------------- | --------------- | ------------------------------- |
| 26 | 1  | "ConsulTANTe Criativa" "Creative ConsultANT"          | 1 de junho de 2012 27 de julho de 2012        | 207             | 2.8                             |
| 27 | 2  | "InfANTil" "InfANT"                                   | 1 de junho de 2012 3 de agosto de 2012        | 201             | 2.9                             |
| 28 | 3  | "Miúda FANTasia" "FANTasy Girl"                       | 8 de junho de 2012 10 de agosto de 2012       | 202             | 2.7                             |
| 29 | 4  | "Modelo ANTsignada" "Modeling AssignmANT"             | 22 de junho de 2012 24 de julho de 2012       | 205             | 3.2                             |
| 30 | 5  | "ANTernet" "ANTswers"                                 | 29 de junho de 2012 7 de setembro de 2012     | 206             | 3.4                             |
| 31 | 6  | "ANTagonista" "ANTagonist"                            | 6 de julho de 2012 21 de setembro de 2012     | 208             | 2.8                             |
| 32 | 7  | "Protetores de InfANTes" "EndurANTs"                  | 13 de julho de 2012 28 de outubro de 2012     | 209             | 3.0                             |
| 33 | 8  | "Parque de ANTrações" "AmusemANT Park"                | 20 de julho de 2012 12 de outubro de 2012     | 211             | 3.4                             |
| 34 | 9  | "ConcursANTes" "ContestANTs"                          | 10 de agosto de 2012 2 de novembro de 2012    | 212             | 2.8                             |
| 35 | 10 | "ConfidANTcial" "ConfinemANT"                         | 24 de agosto de 2012 16 de novembro de 2012   | 213             | 3.5                             |
| 36 | 11 | "InteligANTe" "IntelligANT"                           | 7 de setembro de 2012 30 de novembro de 2012  | 214             | 2.4                             |
| 37 | 12 | "Outro SignificANTo" "SignificANT Other"              | 21 de setembro de 2012 14 de dezembro de 2012 | 215             | 2.6                             |
| 38 | 13 | "Programa de MutANTes 2" "MutANT Farm 2"              | 5 de outubro de 2012 19 de outubro de 2012    | 213             | 2.9                             |
| 39 | 14 | "AgANTcia de Detetives" "Detective AgANTcy"           | 26 de outubro de 2012 25 de janeiro de 2013   | 214             | 2.2                             |
| 40 | 15 | "BuscANTe de Tesouros" "ScavANTger Hunt"              | 2 de novembro de 2012 8 de fevereiro de 2013  | 215             | 2.7                             |
| 41 | 16 | "A Oportunidade de uma VidANT" "chANTs of a Lifetime" | 23 de novembro de 2012 1 de março de 2013     | 216-217         | 2.4                             |
| 42 | 17 | "Reforma ANTecipada" "Early retiremANT"               | 11 de janeiro de 2013 29 de março de 2013     | 218             | 3.0                             |
| 43 | 18 | "InfluênciANTes" "InfluANTs"                          | 1 de fevereiro de 2013 19 de abril de 2013    | 219             | 3.3                             |
| 44 | 19 | "Crises de PersonalidANTes" "IdANTity Crisis"         | 5 de abril de 2013 10 de maio de 2013         | 220             | 3.1                             |
| 45 | 20 | "RestaurANTe" "RestaurANTuer"                         | 26 de abril de 2013 24 de maio de 2013        | 221             | 2.1                             |

## 3.ª Temporada: 2013-2014
| #  | #  | Títulos                                                   | Estreias                                      | Código de Produção | Audiência original (em milhões) |
| -- | -- | --------------------------------------------------------- | --------------------------------------------- | ------------------ | ------------------------------- |
| 46 | 1  | "TrANTsferidos" "TrANTsferred"                            | 31 de maio de 2013 20 de novembro de 2013     | 301                | 2.8                             |
| 47 | 2  | "IndependANTes" "IndependANTs"                            | 7 de junho de 2013 27 de setembro de 2013     | 302                | 3.5                             |
| 48 | 3  | "ANTgricultura Animal" "Animal HusbANTry"                 | 28 de junho de 2013 4 de outubro de 2013      | 303                | 3.3                             |
| 49 | 4  | "AgANTe Secreto" "Secret AgANT"                           | 12 de julho de 2013 1 de novembro de 2013     | 304                | 2.7                             |
| 50 | 5  | "Passado, PresANTe e Futuro" "Past, PresANT, and Future"  | 26 de julho de 2013 15 de novembro de 2013    | 305                | 3.0                             |
| 51 | 6  | "Primeiro MovimANTo do Angus" "Angus First MovemANT "     | 2 de agosto de 2013 22 de novembro de 2013    | 306                | 2.8                             |
| 52 | 7  | "CircunstANTcias Inesperadas" "Unforseen CircumstANTs"    | 9 de agosto de 2013 6 de dezembro de 2013     | 307                | 3.0                             |
| 53 | 8  | "CalçANTs em Fogo" "PANTs on Fire"                        | 23 de agosto de 2013 13 de dezembro de 2013   | 308                | 2.8                             |
| 54 | 9  | "Produto TrANTspapelado" "Product MisplacemANT"           | 20 de setembro de 2013 3 de janeiro de 2014   | 309                | 2.6                             |
| 55 | 10 | "Estranha SemelhANTça" "Uncanny ReseblemANTs"             | 27 de setembro de 2013 10 de janeiro de 2014  | 310                | 2.4                             |
| 56 | 11 | "Programa de MutANTes 3" "MutANT Farm 3.0"                | 4 de outubro de 2013 21 de outubro de 2013    | 311                | 3.0                             |
| 57 | 12 | "ApresANTação do Filme" "Feature presANTation"            | 18 de outubro de 2013 31 de janeiro de 2014   | 312                | 2.7                             |
| 58 | 13 | "Crise FinANTcial" "FinANTial Crisis"                     | 15 de novembro de 2013 7 de fevereiro de 2014 | 313                | 2.4                             |
| 59 | 14 | "Noite SilANTciosa" "SilANT Night"                        | 6 de dezembro de 2013 20 de dezembro de 2013  | 314                | 3.1                             |
| 60 | 15 | "BuscANT" "UnwANTed"                                      | 24 de janeiro de 2014 7 de março de 2014      | 315                | 2.7                             |
| 61 | 16 | "SignificANT Ser?" "MeANT To Be?"                         | 28 de fevereiro de 2014 21 de março de 2014   | 316                | 2.5                             |
| 62 | 17 | "As ExperiANTcias em Nova York" "The New York ExperiANTs" | 21 de março de 2014 18 de abril de 2014       | 317                | 2.0                             |